# Soyuz TMA-20M
Soyuz TMA-20M fue un vuelo espacial del Soyuz efectuado el 18 de marzo de 2016. Transportó a tres miembros de la tripulación de la Expedición 47 hacia la Estación Espacial Internacional. La TMA-20M fue el vuelo número 129 de una nave espacial Soyuz. El equipo está compuesto por un comandante ruso, un ingeniero de vuelo ruso y un ingeniero de vuelo estadounidense.  
Este fue el último viaje espacial realizado con la nave Soyuz TMA-M, que será sustituido por la mejorada Soyuz MS.
El acoplamiento con la Estación Espacial Internacional se completó el 19 de marzo a las 3:10 UTC

## Tripulantes
| Puesto               | Miembros del equipo                               | Miembros del equipo                               |
| -------------------- | ------------------------------------------------- | ------------------------------------------------- |
| Comandante           | Aleksey Ovchinin, RSA Expedición 47 Primer vuelo  | Aleksey Ovchinin, RSA Expedición 47 Primer vuelo  |
| Ingeniero de Vuelo 1 | Oleg Skripochka, RSA Expedición 47 Segundo vuelo  | Oleg Skripochka, RSA Expedición 47 Segundo vuelo  |
| Ingeniero de Vuelo 2 | Jeffrey Williams, NASA Expedición 47 Cuarto vuelo | Jeffrey Williams, NASA Expedición 47 Cuarto vuelo |